# 巴格里·西里格爾
巴格里·西里格爾（1922年12月14日—1994年6月19日），印度尼西亞（印尼）已故社会主义者、文學評論家、作家。

## 生平
西里格爾在1922年12月14日生於荷屬東印度亞齊蘭沙，在1940年代初的日佔時期便已經成為多產作家，這從當時他創作的短篇故事《幸福的徵兆》（Tanda Bahagia，載於1944年9月1日的《大亞洲》日報）就可以證明得到。
印尼獨立後，西里格爾便到苏联深造，深入學習社會主義。他認為蘇聯的制度是有效的，對群眾是有益的，並由此肯定自己的思想是正確的。他也讚揚那些否定世界主义和抽象主義的蘇聯作家。他在回國之後曾經創作包括《罪與罰》（Dosa dan Hukuman，改編自費奧多爾·陀思妥耶夫斯基的《罪与罚》）、《蓮花姑娘》（Gadis Teratai，改編自朝鮮神話）和原創作品《白碑》（Tugu Putih，1950年）在內的幾部劇作。
在1951年來到北苏门答腊省省會棉蘭當高中教師，並在1952年加入左傾的人民文化協會（Lembaga Kebudajaan Rakjat，簡稱人民文協），以及發表個人第一部分析印尼文學的著作《文學演講》（Ceramah Sastra）。他在1953年發表了短篇故事集《足跡》（Jejak Langkah），並成為人民文協北蘇門答臘省支部主席，又在一年後發表劇作《賽查和阿丁達》（Saijah dan Adinda，改編自荷蘭作家穆尔塔图里的小說《马格斯·哈弗拉尔》）。西里格爾還在任教高中期間發掘未來的演員，並指導他們加入由人民文協開辦的迪納摩劇社（Dinamo）。
西里格爾曾經先後在1956年至1957年期間，以及1957年至1959年期間到波蘭华沙大学和棉蘭北蘇門答臘大學教授印尼語，又到中國北京大学擔任他的最後一份教職——講師，教授印尼文學史，直至1962年為止；在旅居北京期間他也兼任人民文協的理事。他在1962年回國後仍然繼續留任理事一職，並於1965年就任人民文協理事長。他在1964年發表的《現代印度尼西亞文學史（一）》（Sedjarah Sastera Indonesia Modern I）套用了马克思主义史觀，主要評論圖書編譯局時期和《新作家》時期的印尼文學史。這既是第一部講述印尼文學史的專著，也是2000年之前最後一部以馬克思主義理論來評論印尼文學的著作。
1965年9月30日的流產政變發生後，印尼政府便宣稱這是由印度尼西亞共產黨（印尼共）發動的政變。當時左派份子被軍隊和普通群眾搜捕，而左派組織也遭到取締。西里格爾自己則被當局拘捕、囚禁，坐牢坐了12年。他在這段時期撰寫的手稿《印度尼西亞文學的各個階段》（Angkatan-Angkatan dalam Sastra Indonesia）一直都未能公諸於世。
西里格爾於1994年6月19日在雅加達逝世。

## 觀點
根據西里格爾的定義，印尼文學就是以印尼文撰寫的文學作品，這些作品都能夠呈現印尼民族為了爭取持久獨立而進行的鬥爭。他也認可早期以本地語言和馬來文撰寫的文學作品，卻認為印尼文學史的開端是1920年代的印尼民族覺醒。他對印尼早期文學組織的評價很差，說圖書編譯局是一個利用「語言政治，⋯⋯挑撥種族關係，分化印尼人民」的機構，還說《新作家》是一份帶有資產階級情調的刊物，認為這份月刊無法客觀理解人民的需要，因此也無法呈現獨立鬥爭的真實面貌。
西里格爾把印尼文學史分為以下四個階段：
1. 20世紀初至1942年；這段時期由马尔戈·卡托迪克罗摩的作品拉開帷幕，並一直持續到圖書編譯局成立的時候和《新作家》月刊發行的時期。
2. 1942年至1945年的日佔時期；這時的文學作品是由「啟民文化指導所」出版的。
3. 1943年至1949年的民族革命時期；代表這個時期的文學流派是凱里爾·安哇爾的文壇派。
4. 1950年之後；他認為這段時期的印尼是「半殖民半封建」[b]的社會，還認為這段期間的文學史滿是社會主義者和民族主義者之間的鬥爭。

## 後續
九三〇事件失敗後，以蘇哈托為首的新秩序政府便把印尼共產黨、印尼共的追隨者和其他左派份子剔出史冊。雖然西里格爾的著作在出版的時候具有影響力，不過自此之後卻被湮沒。他的《現代印度尼西亞文學史（一）》是禁書，直至2010年仍然是一本難以查閱的書籍。

## 備註
1. ↑   原文：「... Politik bahasa ... dititikberatkan pada usaha mengobar-obarkan perasaan kesukuan.」
2. ↑   原文：「... setengah djadjahan dan setengah feodal ...」

## 註腳
1. 1 2  Eneste 2001，第43頁.
2. ↑  Mahayana 2007，第209–215頁.
3. ↑  KS 2010，第129–130頁.
4. ↑  Bodden 2010，第57頁.
5. 1 2 3  Bodden 2010，第56頁.
6. ↑  KS 2010，第332頁.
7. 1 2 3 4  Eneste 2001，第44頁.
8. ↑  Kratz 2000，第160頁.
9. ↑  Rampan 2000，第83頁.
10. ↑  Siregar 1964，第5頁.
11. ↑  Siregar 1964，第10頁.
12. ↑  Siregar 1964，第38–39頁.
13. ↑  Siregar 1964，第83頁.
14. ↑  Siregar 1964，第14–16頁.
15. ↑  KS 2010，第36頁.
16. ↑  KS 2010，第54頁.